# James C. Mathis III
James C. Mathis III (Nova Iorque, 28 de novembro de 1974) é um dublador estadunidense que é melhor conhecido pela sua dublagem do personagem Sigint na versão em inglês do jogo Metal Gear Solid 3: Snake Eater. Atualmente ele trabalha no programa I Hate My 30's, da VH1. Ele também apareceu na série Noah's Arc, da LOGO.